# Нуада
Нуада Срібна Рука мак Еохайд (ірл. Nuada Airgetlám) — Нуада Айргетлам, Нуаду — міфічний верховний король Ірландії. Один з вождів Племені Богині Дану (Туата де Дананн). Час правління (згідно середньовічної ірландської історичної традиції): 1470–1447 роки до н. е. (згідно «Історії Ірландії» Джеффрі Кітінга) або 1890–1870 роки до н. е. згідно хроніки Чотирьох Майстрів. Вважається, що аналогом цього міфічного героя у континентальних кельтів був бог Ноденс. Його кембрійським (валійським) еквівалентом був Нудд (валл. Nudd) або Ллуд Ллау Ерайнт (валл. Lludd Llaw Eraint).
Нуада був королем (вождем) Племен Богині Дану протягом семи років до того, як це плем'я переселилося до Ірландії з якихось загадкових міфічних «Північних Островів». Коли Племена Богині Дану висадились на берегах Ірландії, вона вже була населена племенами Фір Болг. Нуада висунув вождям Фір Болг вимогу — віддати для Племен Богині Дану половину острова Ірландія. Вожді Фір Болг категорично відмовились — почалася війна. Перша битва відбулась на рівнині Маг Туріед (ірл. Mag Tuired). У цій битві Нуада втратив руку в бою з одним з вождів Фір Болг — Сренгом (ірл. Sreng). Племена Богині Дану перемогли в битві, але Фір Болги не були остаточно розбиті. Сренг знову викликав Нуаду на бій. Науда погодився при умові, що Сренг буде битися однією рукою, а інша буде прив'язана до тіла. Але Сренг відмовився. Переможці запропонували Фір Болгам і Сренгу четверту частину Ірландії і Сренг вибрав Коннахт.
Згідно ірландських традицій покалічений король не мав права більше лишатися королем. Король повинен бути фізично досконалим — інакше Ірландію будуть переслідувати нещастя. Тому Племена Богині Дану обрали королем Бреса — за походженням наполовину фомора, але прекрасного зовні. Фомори були одвічними ворогами ірландців, свого роду демонами і зливи силами, які існували в світі споконвічно. Брес виявився поганим королем, ірландці були дуже не задоволені ним. У той час коваль-друїд з Племен Богині Дану Діан Кехт (ірл. Dian Cecht) змайстрував для Нуаду срібну руку, якою той міг користуватися як живою. А потім він же пришив йому живу руку, яка приросла і нормально слугувала. Бреса вигнали з Ірланідії і влада Нуаду була відновлена. Він правив Ірландією після цього протягом 20 чи 23 років.
Брес, спираючись на фоморів, спробував повернути собі царство і трон, почав проти Нуаду війну. Відбулась друга битва на Маг Туіред. У цій битві Нуада був вбитий у бою фомором Балором, але Луг помстився за Нуаду вбивши Балора.
У графстві Кілдер є місто назване на честь Нуади — Майнуз (ірл. Maigh Nuad — Майг Нуад — Долина Нуади). На честь Нуади давали імена багатьом королям Ірландії.
Слово «Нуада» незрозумілого походження — висловлюються різні точк зору про його походження. Зокрема, є версія, що «Нуада» походить від протоіндоєвропейського neu-d, що означало «використовувати», «набувати», «рибалити».